# Osar
Osarul sau pălămida de baltă (Pungitius platygaster) este un pește mic dulcicol-salmastricol din familia gasterosteide, ordinul gasterosteiforme, răspândit în cursul inferior al râurilor care se varsă în Marea Neagră, Marea Azov, Marea Caspică și Marea Aral și parțial în părțile îndulcite ale acestor mări; pe Dunăre până la Belgrad.
În România și Republica Moldova se găsește în toate bălțile Dunării, bălțile interioare din jurul Bucureștilor, în râurile Prut, Nistru, Siret, Ialomița, Buzău etc. unde trăiește în apele dulci sau ușor salmastre, și anume în ape stătătoare puțin adânci, cu multă vegetație (marginile bălților, eleșteie, bălțile deltei lângă stuf, etc.), sau în porțiunile mâloase, lent curgătoare, ale râurilor de șes (îndeosebi ale celor mici: zona bibanului). 
Lungimea obișnuită este de 4-6 cm, maximal 9 cm, are o greutate de 3-4 g. Poate trăi 3-4 ani. Are corpul alungit, nu prea înalt, ușor comprimat lateral. Capul este mic, fără solzi; ochii relativ mici. Gura mică, semisuperioară, puțin oblică în sus, fălcile sunt prevăzute cu dinți mici; mandibula este mai lungă decât maxila. Pedunculul caudal, lipsit de carene laterale, este înalt în partea sa anterioară, apoi se îngustează, iar spre baza caudalei se înalță din nou. Corpul fără solzi, acoperit pe lături cu câte o serie de 29-32 de plăci osoase verticale,  dispuse într-un singur șir, care ajunge până la baza pedunculului caudal; plăcile osoase sunt mai mari și apropiate între ele în partea anterioară și mult mai mici, mai distanțate și ascunse în piele în cea posterioară. Pe mijlocul abdomenului, în fața și în spatele înotătoarei ventrale, se află un disc mare, lat, oval sau triunghiular, care ajunge până la anus; acest disc este format de oasele centurii pelviene. Linia laterală este amplasată în lungul plăcilor osoase.
Pe spate, înaintea înotătoarei dorsale sunt situați 8-11 spini osoși, independenți, înclinați în zigzag și mobili. Înotătoarea dorsală cu 7-10 radii moi, ramificate. Înotătoarea anală, dispusă sub cea dorsală, are în partea anterioară un spin gros curbat, urmat de 7-9 radii moi bifurcate. Înotătoarea caudală rotunjită, de forma unei lopeți, constă din 12-13 radii moi bifurcate. Înotătoarele pectorale rotunjite se inserează la nivelul primului spin dorsal, foarte aproape de marginea operculului, și constau din 10-11 radii moi simple neramificate. Înotătoarele ventrale reduse la un singur spin ventral și o radie moale neramificată (care poate lipsi); spinul ventral situat sub al treilea spin dorsal este foarte puternic, bine zimțat la partea posterioară și zgrunțuros la cea anterioară. Corpul are o culoare brun-măslinie marmorată pe spate și flancuri, iar pe abdomen albă-gălbuie. Linia laterală e marcată de o dungă îngustă mai deschisă la culoare. Înotătoarele sunt de culoare cenușie sau fumurie.
Se reproduce în martie-iunie (în România în martie-aprilie). Masculul construiește un cuib din plante, la oarecare înălțime deasupra fundului, în straturile superioare, în care este depusă ponta. Cuibul este înzestrat cu intrare și ieșire, unde masculul conduce pe rând 2-3 femele, care după depunerea icrelor îl părăsesc. Masculul însă rămâne și  protejează icrele fecundate, îngrijindu-le și aerându-le periodic, mișcând intens înotătoarele. O femelă depune 100-900 de icre. După 4-7 zile din icrele depuse eclozează larvele care se țin prin preajma masculului în cârduri, care le apără de speciile răpitoare de pești până la resorbția sacului vitelin și trecerea la nutriția activă. Maturitatea sexuală este atinsă la vârsta de un an sau la al 2-lea an. Se hrănește cu diverse nevertebrate acvatice planctonice și bentonice (larve de insecte, crustacei, rotifere), rar cu icre, larve sau puiet de pești. 
Fiind o specie de talie mică, servește ca hrană pentru peștii răpitori, contribuind astfel la menținerea echilibrului ecologic în ecosistemele nominalizate. Nu prezintă interes economic sau sportiv. 
Specia Pungitius platygaster conține două subspecii: Pungitius platygaster platygaster în bazinele pontic și caspic, caracterizat prin faptul că la majoritatea exemplarelor spinul ventralei este puternic zimțat, și Pungitius platygaster aralensis, în bazinul Mării Aral, la care spinul ventralei este nezimțat sau slab zimțat.

## Legături externe

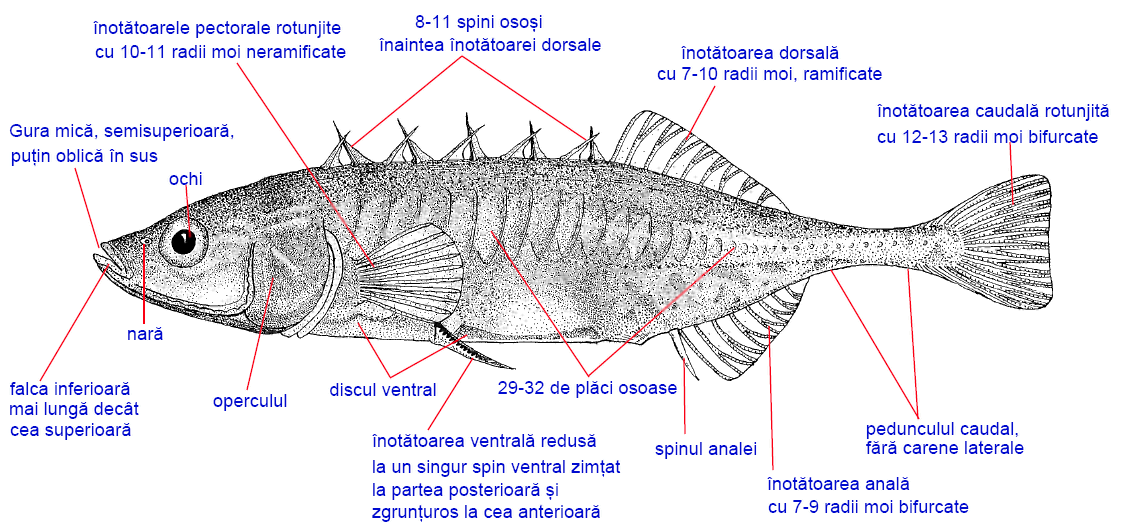
Particularităţile morfologice ale osarului (Pungitius platygaster platygaster)